# Urbanització Masia del Solà
La Urbanització Masia del Solà és una urbanització del terme municipal de Monistrol de Calders, de la comarca del Moianès.
Es tracta d'una de tantes urbanitzacions sorgides en els pobles catalans a la dècada dels seixanta del segle xx, sense control de cap mena; el 2010 encara no ha estat del tot regularitzada la seva existència, a causa de la complexitat dels tràmits per a fer-ho.
La urbanització ha absorbit diverses zones antigament rurals o boscoses del poble de Monistrol de Calders, com els Roures de la Mònica, el Pedró Gros, el Camp del Mestre Plans o la Delana entre d'altres. Inclou 468.009 m² de superfície, amb 771 parcel·les, de les quals no estan construïdes ni una sisena part. Ocupa un extens terreny molt accidentat, que té com a límit de ponent la mateixa llera del torrent de l'Om, a 455 metres d'altitud, fins a prop del cim del Serrat de les Serveres: les cases arriben als 545, i de prop de la riba esquerra de la riera de Sant Joan fins a prop de la Casanova.
La totalitat de les terres que ocupa la urbanització pertanyien a la masia del Solà, per la qual cosa porta el seu nom.